# Trzebica
Trzebica – wieś w Polsce położona w województwie świętokrzyskim, w powiecie buskim, w gminie Pacanów.
| SIMC    | Nazwa               | Rodzaj    |
| ------- | ------------------- | --------- |
| 0259011 | Trzebica Kapitulna  | część wsi |
| 0259028 | Trzebica Mała       | część wsi |
| 0259034 | Trzebica Szlachecka | część wsi |
| 0259040 | Wątrobówka          | część wsi |
| 0259057 | Weksler             | część wsi |

W latach 1975–1998 miejscowość położona była w województwie kieleckim.